# Saint-Hippolyte (Pyrénées-Orientales)
Saint-Hippolyte település Franciaországban, Pyrénées-Orientales megyében. Lakosainak száma 3177 fő (2022. január 1.). Saint-Hippolyte Saint-Laurent-de-la-Salanque, Claira, Salses-le-Château, Le Barcarès és Leucate községekkel határos.

## Népesség
A település népessége az elmúlt években az alábbi módon változott:
| Lakosok száma | 2836 | 2897 | 3005 | 3052 | 3131 | 3198 | 3209 | 3227 | 3177 |
|               | 2013 | 2015 | 2016 | 2017 | 2018 | 2019 | 2020 | 2021 | 2022 |